# Xã Lansing, Quận Allamakee, Iowa
Xã Lansing (tiếng Anh: Lansing Township) là một xã thuộc quận Allamakee, tiểu bang Iowa, Hoa Kỳ. Năm 2010, dân số của xã này là 1.424 người.